# توران (مالزی)
توران (به لاتین: Tuaran) یک منطقهٔ مسکونی در مالزی است که در West Coast Division واقع شده‌است. توران ۷۷ نفر جمعیت دارد.